# ジャンヌ2世 (オーヴェルニュ女伯)
ジャンヌ2世（Jeanne II d'Auvergne, 1378年 - 1424年）は、フランスのオーヴェルニュ女伯およびブローニュ女伯（1404年 - 1424年）。フランス王シャルル5世の弟ベリー公ジャン1世の後妻となった。ジャンヌ・ド・ブローニュ（Jeanne de Boulogne）の呼び名で知られた。

## 生涯
オーヴェルニュ伯ジャン2世とその妻アリエノール・ド・コマンジュの間に一人娘として生まれた。母はラテン帝国皇帝ピエール2世・ド・クルトネーの末裔である。1389年6月5日にリオンにおいて、38歳年上のベリー公ジャン1世と結婚した。ジャン1世はオーヴェルニュ公領を分封領として所有しており、ジャンヌとも姻戚関係にあった。ジャン1世の父であるフランス王ジャン2世の後妻が、ジャンヌの同族の従叔母であるオーヴェルニュ女伯ジャンヌ1世だったためである。
1393年1月28日、当時まだ15歳のジャンヌは、燃える人の舞踏会で起きた火災事故において、夫の甥にあたるシャルル6世の命を救ったことで知られる。この仮装舞踏会は王妃イザボー・ド・バヴィエールが主宰したもので、シャルル6世は5人の貴族とともに森の野蛮人に扮して登場した。シャルル6世がジャンヌのところへ挨拶に来た直後、王弟のオルレアン公ルイが誤って野蛮人に扮した人々の燃えやすい衣装に火をつけてしまった。ジャンヌはとっさにシャルル6世を自分のスカートでくるみ、王に火が燃え移るのを防いだ。この事故で4人が焼死し、シャルル6世は命は助かったものの、精神的ショックから持病の精神疾患を急速に悪化させた。
1404年、父の死に伴いオーヴェルニュとブローニュの伯領を相続した。1416年にベリー公と死別し、まもなくギーヌ伯ジョルジュ・ド・ラ・トレモイユと再婚した。どちらの夫との間にも子供をもうけることなく、1424年に死去した。家領は同族の従叔母でラ・トゥール領主夫人のマリー1世に相続された。